# Eleonore Weisgerber
Eleonore Weisgerber, née le 18 août 1947 à Wiesbaden, est une actrice et une chanteuse allemande.

## Biographie et carrière
Dès l'âge de dix ans, elle voulait devenir actrice, Eleonore Weisgerber s’est formée à l'école d'art dramatique de Berlin et a eu son premier contrat au théâtre de boulevard Komödie Düsseldorf.
Ses débuts au cinéma ont lieu en 1968 aux côtés de Helmut Griem dans le film Bel Ami d'Helmut Knäutner (d’après le roman de Guy de Maupassant).
Sur le plan international, Eleonore Weisgerber se fait connaître grâce à de nombreuses séries télévisées telles : Der Kommissar, Tatort, Le Renard, L’Ami des bêtes, Inspecteur Derrick , Un cas pour deux, Woff police criminelle, Brigade du crime, Siska, Une équipe de choc.
Au cinéma, elle joue notamment dans Docteur M de Claude Chabrol.
Depuis 1999, Eleonore Weisgerber pratique également le chant (alto) . Elle possède également des talents de musicienne et de danseuse, formée à la danse classique et à la danse musicale .
Elle a épousé l’acteur allemand Joachim Bliese en 1976. Divorcée, elle vit à Berlin, a une fille (née en 1979) et un fils (né en 1983). Elle possède une résidence secondaire à Paris .

## Engagement social
Eleonore Weisgerber a fondé à Berlin en 2007 IN BALANCE sous le patronage de la Société Allemande pour les Troubles Bipolaires (Deutsche Gesellschaft für Bipolare Störungen), dont le but est de faire connaître cette maladie mentale auprès du grand public ,
Depuis 2010, elle s’est impliquée pour la Fondation Tom Wahlig qui lutte pour combattre la paraplégie spastique familiale, maladie génétique rare appelée aussi maladie de Strümpell-Lorrain .

## Filmographie (sélection)
- 1968 : Bel ami de Helmut Käutner : Suzanne Walter
- 1972 : Der Kommissar : Toter gesucht : Anita Weidau

- 1974 : Der Kommissar  : Im Jagdhaus : Helga Schenk
- 1975 : Inspecteur Derrick : Un mort sur la voie ferrée (Tod am Bahngleis) : La jeune fille
- 1976 : Minna von Barnhelm de Franz Peter Wirtz (d’après l’œuvre du même nom de Gotthold Ephraim Lessing)  : la dame
- 1978 : Le Renard : L’épouse du détenu (Die Sträflingsfrau) : Hanne Färber
- 1979 : Le Renard : L’attentat meurtrier (Mordanschlag) : Karin Schulz
- 1980 : Le Renard : La main morte (Die tote Hand) : Hilde Treichert
- 1984 : Le Renard : La fin des fins (Das Ende vom Lied) : Michaela Gernot
- 1985 : Un cas pour deux : Divorce en blanc (Scheidung in Weiss) : Sylvia Kern
- 1985 : Le Renard : Boomerang mortel (Tödlicher Bumerang) : Karin Schaade
- 1986 : Caspar David Friedrich – Grenzen der Zeit de Peter Schamoni  : Anna Arndt
- 1987 : Le Renard : La vie a ses secrets (Wie das leben so spielt) : Vera Augustinus
- 1987 : Soko brigade des stups : Mort d’une star (Mord in der Schickeria)
- 1988 : Soko brigade des stups : L’artiste (Der Stahlstecher) : Anita Busch

- 1988 : Tatort : Pleitegeier : Maria Moll
- 1988 : Inspecteur Derrick : Pas de risque (Kein Risiko) : Ariane Budde
- 1989 : Le Renard : L’accident de travail (Betriebsunfall) : Isabella Haffner
- 1989 : Tatort : Keine Tricks, Herr Bülow :Nicole Mathern
- 1990 : Le Renard : La vérité (Die Wahrheit) : Vera Bremer
- 1990 : Tatort : Zeitzünder : Almut Bashani
- 1991 : Le Renard : La victoire perdue (Der verlorene Sieg) : Nora Bertold
- 1992 : Tatort : Verspekuliert : Brigitte Harzendorf
- 1992 : L’ami des bêtes (19 épisodes) : Gudrun Reichert
- 1992-1994 : Praxis Bülowbogen (48 épisodes) : Gisela Saalbach

- 1994 : Inspecteur Derrick : Un mort a gagné (Darf ich Ihnen meinen Mörder vorstellen?) : Renate Sauters
- 1994 : Le Renard  : Le numéro de la mort (Verschwunden... und nicht vermißt) : Peggy Lazard
- 1995 : Inspecteur Derrick : Fantasmes (Herr Widanje träumt schlecht) : Gerda Widanje
- 1995 : Le Renard : L’enfer de l’amour (Es war die Hölle) : Olga Bertier
- 1995 : Les filles du Lido mini-série de Jean Sagois : Suzan
- 1997 : Maître Da Costa : Meurtre du rendez-vous : Magali Tanner

- 1998 : Inspecteur Derrick : Le grand jour (Das Abschiedsgeschenk) : Stefanie Bauer
- 1999 : Soko brigade des stups : Des plans sur la comète (Milchmädchenrechnung) : Le Dr Karen von Ardenne

- 2000 : Tatort : Das letzte Rodeo : La procureure
- 2000 : Siska : Plus que trois minutes à vivre (Du lebst noch drei Minuten) : Claudia Zerbe
- 2001 : Tatort : Verhängnisvolle Begierde : Lisa Wasberg
- 2002 : Inspektor Rolle (5 épisodes) : le Dr Elisabeth von Stein
- 2005 : Un cas pour deux : Oeil pour œil (Auge um Auge) : Le Dr Maria Brecht
- 2007 : Une équipe de choc : Blutige Ernte : Annette Fries
- 2009 : Ninja Assassin de James McTeigue : Mme Sabatin
- 2009 : Albert Schweitzer de Gavin Millar : L’infirmière en chef Anna
- 2009 : Force d'attraction (Schwerkraft) de Maximilian Erlenwein (de) :
- 2010 : Un amour de filature de John Delbridge : Ruth Dalmain
- 2012 : Une cabane au fond des bois (Die Summe meiner einzelnen Teile) de Hans Weingartner  : Dr König
- 2013 : Un cas pour deux : Vengeance aveugle (Blind Date) : Sybille von Hohe
- 2015 : Und dann noch Paula (6 épisodes) : Ursula Rettler
- 2016 : Tatort : Echolot : Doris
- 2017 : Je ne me tairai pas d’Esther Gronenborn : Erna Trauernicht
- 2017 : Tatort : Dein Name sei Harbinger : Hanneke Tietzsche